# Juan de Dios Hernández Ruiz
Juan de Dios Hernández Ruiz SJ (Holguín, 14 de novembro de 1948) é um clérigo cubano e bispo católico romano de Pinar del Río.
Juan de Dios Hernández Ruiz ingressou na ordem dos jesuítas, fez a profissão em 1974 e foi ordenado sacerdote em 26 de dezembro de 1976.
Papa Bento XVI o nomeou em 3 de dezembro de 2005 Bispo Auxiliar de San Cristóbal de la Habana e Bispo Titular de Cures Sabinorum. O arcebispo de San Cristóbal de la Habana, cardeal Jaime Lucas Ortega y Alamino, concedeu-lhe a consagração episcopal em 14 de janeiro do ano seguinte; Os co-consagradores foram Emilio Aranguren Echeverría, bispo de Holguín, e Héctor Luis Lucas Peña Gómez, ex-bispo de Holguín.
O Papa Francisco o nomeou Bispo de Pinar del Río em 5 de junho de 2019. A posse ocorreu em 13 de julho do mesmo ano.